# تلیکول
تلیکول (به قزاقی: Telikol) یک دریاچه در قزاقستان است.